# Desmacidon ternatense
Desmacidon ternatense är en svampdjursart som beskrevs av Kieschnick 1896. Desmacidon ternatense ingår i släktet Desmacidon och familjen Desmacididae.
Artens utbredningsområde är havet kring Indonesien. Inga underarter finns listade i Catalogue of Life.